# Reinhard Häfner
Reinhard Häfner (ur. 2 lutego 1952 w Sonnebergu, zm. 24 października 2016 w Dreźnie) – wschodnioniemiecki piłkarz występujący na pozycji pomocnika. Mistrz olimpijski z Montrealu.

## Kariera klubowa
Häfner jako junior grał w klubach BSG Motor Sonneburg oraz Rot-Weiß Erfurt. W 1970 roku został włączony do pierwszej drużyny Rot-Weiß Erfurt. Spędził w niej rok. W 1971 roku został graczem Dynama Drezno. W 1977, 1982, 1984 oraz 1985 zdobywał z klubem Puchar NRD. Natomiast w 1973, 1976, 1977 oraz 1978 wygrywał z zespołem mistrzostwo NRD.

## Kariera reprezentacyjna
W reprezentacji NRD Häfner zadebiutował 18 września 1971 w zremisowanym 1:1 towarzyskim meczu z Meksykiem. W 1972 roku zdobył z kadrą brązowy medal Letnich Igrzysk Olimpijskich, a w 1976 roku zdobył z nią złoty medal Letnich Igrzysk Olimpijskich. 27 września 1975 w wygranym 2:1 spotkaniu eliminacji Mistrzostw Europy 1976 z Belgią strzelił pierwszego gola w drużynie narodowej. Po raz ostatni w kadrze zagrał 12 września 1984 w wygranym 1:0 towarzyskim pojedynku z Grecją. W latach 1971–1984 w drużynie narodowej rozegrał w sumie 58 spotkań i zdobył 5 bramek.

## Kariera trenerska
Po zakończeniu kariery Häfner został trenerem. Jego pierwszym klubem było Dynamo Drezno, z którym w 1990 roku zdobył mistrzostwo NRD. W tym samym roku zwyciężył z zespołem w rozgrywkach Pucharu NRD. W 1991 roku przestał być szkoleniowcem Dynama. Potem prowadził Chemnitzer FC, 1. SC Sonneburg, SSV Erfurt-Nord oraz Hallescher FC.